# Gnophos kawakamiana
Gnophos kawakamiana là một loài bướm đêm trong họ Geometridae.